# Obi-Wan Kenobi
Obi-Wan Kenobi (Stewjon, 57 ABY—Estrella de la Muerte, 0 ABY) también conocido como Ben Kenobi, es un personaje ficticio de la saga Star Wars. Kenobi es un maestro jedi de la antigua República Galáctica, y maestro de Anakin y Luke Skywalker. Obi-Wan es una figura clave en las Guerras Clon, donde fue conocido como "El Negociador"; en la práctica extinción de los Jedi, en la caída de la República Galáctica y en la lucha de la Alianza Rebelde contra el posterior Imperio Galáctico.
Obi-Wan Kenobi es considerado como uno de los mejores, más populares y carismáticos de los personajes del universo Star Wars.
«Y ahora, adiós, te amé como a un hijo, como estudiante y como amigo. Hasta que nos volvamos a encontrar, que la Fuerza te acompañe.» Obi-Wan Kenobi como fantasma de la fuerza a Luke Skywalker 

## Creación y desarrollo
El personaje de Obi-Wan Kenobi fue compuesto como una mezcla de un samurái, el Mago Merlín y un antiguo caballero medieval. Su concepción estética estuvo a cargo del artista Ralph McQuarrie, quien fuera convocado por George Lucas para expresarle sus ideas acerca de los personajes que tenía pensado incorporar en una película de ciencia ficción. 
Según Lucas “Cuando las palabras no podían expresar mis ideas, siempre podía señalar las excepcionales ilustraciones de Ralph y decir ‘Háganlo así”.
Lucas había pensado a priori para el papel del personaje, en el actor japonés Toshiro Mifune, pero este habría rechazado el papel debido a que el personaje, si bien estaba basado en los legendarios samuráis, guerreros  a los cuales Mifune ya había dado vida en la pantalla, tenía dudas sobre el nivel de calidad de los efectos especiales que se utilizarían en esa película de ficción; a la vez que el respeto que tenía por los samuráis le hizo pensar que la imagen de estos se vería desacreditada en parte en una película de ficción.
Fue entonces cuando Lucas se decidió por ofrecerle el papel al actor inglés Alec Guinness, el cual junto con Peter Cushing le darían cierto lustre a un reparto compuesto de actores poco conocidos hasta ese entonces. Guinness también estuvo a punto de rechazar el papel cuando se enteró de que su personaje moría en la película, aunque aceptó debido a que se le ofreció un sueldo que duplicaba sus ingresos como actor en ese momento.
En un borrador inicial de la película original de Star Wars, el primer encuentro de Obi-Wan con Luke Skywalker se toma directamente de El hobbit, reconociendo a Gandalf como una fuente de inspiración. Lucas originalmente planeó que Obi-Wan viviera la película original, pero descubrió que el personaje no tenía nada que hacer durante la secuencia de batalla culminante. Lucas reflexionó más tarde que sentía que "sería mucho más poderoso, satisfactorio e interesante si Darth Vader lo matara y él pasara a una forma diferente".  
Para las tres películas que componen las precuelas de Episodio I, II y III, el actor que estuvo a cargo del personaje fue Ewan McGregor.

## Apariciones

### Películas

#### Trilogía original
Obi-Wan Kenobi se presenta en la película original de Star Wars (Una Nueva Esperanza) viviendo como un ermitaño de 57 años bajo el nombre de Ben Kenobi en el planeta Tatooine. Cuando Luke Skywalker (Mark Hamill) y C-3PO (Anthony Daniels) viajan por el desierto en busca del perdido R2-D2 (Kenny Baker), Obi-Wan los rescata de una banda de Tusken Raiders. En la casa de Obi-Wan, el ahora encontrado R2-D2 reproduce una grabación de la Princesa Leia (Carrie Fisher) diciendo que R2-D2 contiene los planes para el superarma del Imperio Galáctico la Estrella de la Muerte. Leia le pide que entregue a R2-D2 y los planos de forma segura a su planeta natal de Alderaan para ayudar a la Alianza Rebelde. Obi-Wan le revela a Luke su identidad secreta y le explica que es un Jedi, miembro de un antiguo grupo de guerreros sensibles a la Fuerza. Explica que los Jedi fueron perseguidos y exterminados por el Imperio con la ayuda de su antiguo aprendiz, Darth Vader (interpretado por David Prowse, con la voz de James Earl Jones), el aparente asesino del padre de Luke. Le da a Luke el sable de luz de su padre y le pide que lo acompañe a Alderaan y tome el entrenamiento Jedi. Luke, al principio, se niega; pero después de descubrir que su tía Beru (Shelagh Fraser) y su tío Owen (Phil Brown) han sido asesinados por soldados de asalto imperiales, decide ir con Obi-Wan a Alderaan y entrenarse como Jedi.
En el asentamiento de Mos Eisley, Obi-Wan usa la Fuerza para engañar a las tropas imperiales para que las dejen pasar por un puesto de control militar. Entran en una cantina local y conocen a los contrabandistas Han Solo (Harrison Ford) y Chewbacca (Peter Mayhew). Obi-Wan y Luke hacen un trato para viajar a Alderaan a bordo de la nave de Han, el Halcón Milenario. Durante la misión, Obi-Wan comienza a instruir a Luke en el combate con sables de luz. De repente siente "una gran perturbación en la Fuerza", y cuando la nave sale de la velocidad de la luz, él y los demás descubren que el Imperio ha destruido Alderaan. El Halcón luego se encuentra con un TIE Fighter imperial. Persiguen al caza TIE hasta la Estrella de la Muerte y, posteriormente, quedan atrapados en el rayo tractor de la estación espacial. A bordo de la Estrella de la Muerte, Obi-Wan se aventura y desactiva el rayo tractor. Momentos después, Vader lo confronta y se involucran en un duelo con sables de luz. Obi-Wan usa el duelo para distraer a Vader mientras Luke, Leia, Han, Chewbacca, C-3PO y R2-D2 escapan al Halcón. Obi-Wan permite que Vader lo derribe y su cuerpo desaparece misteriosamente en el momento en que muere. En el clímax de la película, durante el ataque rebelde a la Estrella de la Muerte, Obi-Wan habla con Luke a través de la Fuerza para ayudarlo a destruir la estación imperial.
En El Imperio Contraataca, Obi-Wan Kenobi aparece varias veces como un espíritu a través de la Fuerza. En el planeta de hielo Hoth, aparece para indicarle a Luke que vaya al planeta Dagobah para encontrar al Maestro Jedi exiliado Yoda (Frank Oz). A pesar del escepticismo de Yoda, Obi-Wan convence a su antiguo maestro para que continúe con el entrenamiento de Luke. Obi-Wan aparece más tarde para suplicar a Luke que no abandone Dagobah para intentar rescatar a sus amigos en Cloud City, aunque Luke ignora este consejo. 
En El retorno del Jedi, Obi-Wan vuelve a aparecer ante Luke después de la muerte de Yoda en Dagobah. Obi-Wan reconoce que Darth Vader es de hecho el padre de Luke, revelado por el mismo Vader en la película anterior y confirmado por Yoda en su lecho de muerte, y también revela que Leia es la hermana gemela de Luke. Insta a Luke a confrontar y derrotar a Vader. Después de que los Rebeldes destruyen la segunda Estrella de la Muerte y derrotan al Imperio, Obi-Wan aparece en la celebración en Endor, junto con los fantasmas de la Fuerza de Yoda y la compañía del redimido Anakin Skywalker, el padre de Luke y Leia (Sebastian Shaw; en relanzamientos posteriores, Shaw es reemplazado por Hayden Christensen).

#### Trilogía de Precuelas
Nacido en el planeta Stewjon  fue tomado como el aprendiz Padawan de Qui-Gon Jinn. Al igual que la mayoría de los padawans de su generación, él también recibió instrucciones del maestro Yoda, quien entrenara a los jedi durante siglos.
En Star Wars: Episodio I – La amenaza fantasma, ambientada 32 años antes de Una nueva esperanza, Obi-Wan Kenobi, de 25 años, aparece como el aprendiz padawan del maestro Jedi Qui-Gon Jinn (Liam Neeson). Acompaña a su maestro en las negociaciones con la corrupta Federación de Comercio, que está bloqueando el planeta Naboo con una flota de naves espaciales. Luchan contra un enjambre de droides de combate y se esconden en una lancha de desembarco de camino a Naboo. Una vez en Naboo, Obi-Wan y Qui-Gon rescatan a la reina Padmé Amidala (Natalie Portman), de 14 años, con la ayuda del nativo gungan Jar Jar Binks (Ahmed Best), y escapan en una nave espacial hacia la capital de la República en Coruscant. Su nave se daña en la fuga, lo que hace que el generador de hiperimpulsor no funcione correctamente, y aterrizan en Tatooine, donde descubren al esclavo de nueve años Anakin Skywalker (Jake Lloyd). Qui-Gon cree que el niño es el "Elegido" profetizado para traer equilibrio a la Fuerza. Anakin se une al grupo mientras viajan a Coruscant. Al salir de Tatooine, son atacados por Darth Maul (interpretado por Ray Park, con la voz de Peter Serafinowicz), un miembro de los Sith, un culto del lado oscuro que durante mucho tiempo se pensó que se había extinguido.
Cuando Qui-Gon y Obi-Wan regresan a Naboo para derrotar a la Federación de Comercio, se encuentran nuevamente con Maul, quien los enfrenta a ambos en un combate con sables de luz. Cuando Maul hiere mortalmente a Qui-Gon, Obi-Wan irrumpe para batirse en duelo con el señor Sith, que casi lo mata. Sin embargo, Obi-Wan logra cambiar las tornas y derrotar a Maul, cortándolo por la mitad. Promete cumplir el último deseo de Qui-Gon de entrenar a Anakin como Jedi, con o sin la bendición del consejo. Yoda proclama a Obi-Wan Caballero Jedi y, a regañadientes, le permite tomar a Anakin como su propio padawan. 
En Attack of the Clones, ambientada 10 años después, Obi-Wan es ahora un Caballero Jedi respetado y el maestro de Anakin Skywalker (Hayden Christensen). A lo largo de los años, Anakin se ha vuelto poderoso pero arrogante, y cree que Obi-Wan lo está "frenando". Después de salvar a Padmé, ahora senadora, de un intento de asesinato, Obi-Wan emprende una misión en solitario para rastrear a los posibles asesinos involucrados hasta el planeta Kamino. Se entera de un enorme ejército de clones que los habitantes del planeta están construyendo para la República. La plantilla de los clones es el cazarrecompensas Jango Fett (Temuera Morrison), y él y Obi-Wan luchan una vez que este último deduce que Fett debe estar detrás del intento de asesinato. Fett escapa al planeta Geonosis con su hijo clon Boba (Daniel Logan), sin saber que Obi-Wan los ha perseguido.
En Geonosis, Obi-Wan descubre que una conspiración de sistemas estelares empeñados en la revolución de la República está dirigida por el Jedi convertido en Lord Sith, el Conde Dooku (Christopher Lee), el antiguo maestro de Qui-Gon. Después de enviar un mensaje a Anakin, Obi-Wan es capturado, interrogado y condenado a muerte por Dooku. Anakin y Padmé llegan con un grupo de Jedis y el ejército de clones, justo a tiempo para evitar las ejecuciones. Obi-Wan y Anakin se enfrentan a Dooku, pero el Lord Sith los domina a ambos. Yoda interviene y les salva la vida, a costa de la fuga de Dooku.
En Revenge of the Sith, ambientada tres años después, Obi-Wan es ahora un Maestro Jedi y miembro del Consejo Jedi, así como un General en el Gran Ejército de la República. Anakin, ahora un Caballero Jedi, sigue siendo el socio de Obi-Wan, y los dos se han convertido en héroes de guerra y mejores amigos. La película comienza con los dos en una misión de rescate para salvar al Canciller Supremo Palpatine (Ian McDiarmid) secuestrado por el comandante Separatista cyborg General Grievous (Matthew Wood) a bordo de su crucero. Dooku se enfrenta a los Jedi una vez más, dejando inconsciente a Obi-Wan; mientras Obi-Wan está inconsciente, Anakin derrota a Dooku y lo mata a sangre fría por orden de Palpatine. Poco después de regresar a Coruscant, Obi-Wan viaja al planeta Utapau para localizar a Grievous.
Después de encontrar el campamento separatista, Obi-Wan lucha contra Grievous y lo mata con un bláster abandonado. Cuando Palpatine, que es en secreto el Lord Sith Darth Sidious y el autor intelectual de la guerra, emite la Orden 66 para que los soldados clon se vuelvan contra los Jedi, Obi-Wan sobrevive al atentado contra su vida y escapa, reuniéndose con Yoda y el senador Bail Organa (Jimmy Smits) de Alderaan a bordo del barco de Organa, Tantive III. Al regresar a Coruscant, él y Yoda descubren que todos los Jedi en el Templo Jedi han sido asesinados. Después de enviar una baliza a todos los Jedi sobrevivientes para que se dispersen por la galaxia y permanezcan escondidos, Obi-Wan, con el corazón roto, ve imágenes de seguridad que revelan que fue Anakin, quien ahora es el aprendiz Sith de Sidious, Darth Vader, quien lideró el caos. Yoda dice que se enfrentará a Sidious y acusa a Obi-Wan de luchar contra Vader. Obi-Wan detesta pelear con su mejor amigo, pero acepta de mala gana cuando Yoda dice que Anakin Skywalker ya no existe, ya que Vader lo "consumió".
Obi-Wan visita a Padmé para preguntarle sobre el paradero de Vader y se da cuenta de que Vader es su esposo y el padre de su hijo por nacer. Cuando Padmé parte hacia el planeta volcánico Mustafar para enfrentarse a su marido ella misma, Obi-Wan se esconde en secreto a bordo de su barco. Después de llegar a Mustafar, Obi-Wan se revela y se enfrenta a Vader, quien acusa a Padmé y Obi-Wan de conspirar contra él y usa el lado oscuro para estrangular a Padmé hasta dejarla inconsciente. Se produce un largo y feroz duelo con sables de luz entre Obi-Wan y Vader, que termina con Obi-Wan cortando las piernas y el brazo izquierdo de Vader. Obi-Wan observa con horror cómo Vader se desliza demasiado cerca de un flujo de lava y se incendia; luego toma el sable de luz de su antiguo amigo y lo deja morir. Sin el conocimiento de Obi-Wan, Vader es rescatado por Sidious momentos después y reconstruido en el cyborg como se vio por primera vez en la trilogía original.
Obi-Wan lleva a Padmé al asteroide Polis Massa, donde muere después de dar a luz a los mellizos Luke y Leia. Posteriormente, Obi-Wan ayuda a ocultar a Luke y Leia del Imperio. Mientras Leia es adoptada por Bail Organa y su esposa, Yoda le indica a Obi-Wan que entregue a Luke al hermanastro de Anakin, Owen Lars (Joel Edgerton) y su esposa Beru (Bonnie Piesse) en Tatooine. Yoda luego revela que el espíritu de Qui-Gon les enseñará a ambos a convertirse en uno con la Fuerza después de la muerte. En Tatooine, Obi-Wan entrega a Luke a su familia adoptiva y se exilia para cuidar al niño y esperar hasta que sea el momento adecuado para desafiar a Sidious y al recién creado Imperio Galáctico.

#### Trilogía de Secuelas
En The Force Awakens, ambientada 30 años después de Return of the Jedi, la protagonista Rey (Daisy Ridley) escucha la voz de Obi-Wan cuando toca el sable de luz que antes pertenecía a Luke. Obi-Wan dice el nombre de Rey, antes de hacerse eco de las palabras de aliento que le dio a Luke durante su entrenamiento en el Halcón Milenario: "Estos son tus primeros pasos". James Arnold Taylor primero grabó las líneas de esta escena, pero sus grabaciones fueron reemplazadas por la actuación de voz de Ewan McGregor. La línea de Obi-Wan "Rey" es una grabación de voz editada de Alec Guinness diciendo "miedo". 

En The Last Jedi, Luke menciona indirectamente a Obi-Wan mientras habla con Rey sobre la caída de los Jedi. También se le menciona en el mensaje de Leia cuando R2-D2 lo toca en un intento de inspirar a Luke para que ayude a la Resistencia a la tiránica Primera Orden. Según el escritor y director de la película, Rian Johnson,
Me hubiera encantado tener a Ewan McGregor en la película, pero era solo una cuestión de narración. La relación original con Obi Wan: obviamente, si Alec Guinness todavía estuviera con nosotros, eso habría tenido sentido. Pero nunca vimos a Luke interactuar con la versión Ewan de Obi Wan, por lo que hay menos conexión emocional y podría haber sido un poco extraño... así que tenía sentido que Yoda fuera el que regresara y pateara el trasero [de Luke] un poco.
En The Rise of Skywalker, Rey escucha la voz de Obi-Wan junto con otros Jedi del pasado mientras lucha contra un Palpatine resucitado, que se revela como su abuelo y el autor intelectual de la Primera Orden. Obi-Wan le dice: "Estos son tus pasos finales, Rey. Levántate y tómalos... Rey... Levántate". Se utilizan las voces de McGregor y Guinness, nuevamente con una grabación de Guinness que dice "miedo" y se reutiliza para decir "Rey".

### Televisión

#### Clone Wars(2003) yThe Clone Wars(2008–2014; 2020)
Obi-Wan Kenobi es un personaje principal en la microserie animada Star Wars: Clone Wars y la serie animada CGI Star Wars: The Clone Wars, con la voz de James Arnold Taylor. En ambas series, Obi-Wan es un general en las Guerras Clon, y él y Anakin (expresados en cada serie respectivamente por Mat Lucas y Matt Lanter) tienen muchas aventuras luchando contra los Separatistas. Durante este tiempo, las habilidades diplomáticas de Obi-Wan le valieron el apelativo de "El Negociador" debido a su reputación de prevenir y detener batallas sin el uso de armas. La última serie destaca sus numerosos enfrentamientos con el general Grievous, su relación adversaria con la Jedi Oscura Asajj Ventress (con la voz de Nika Futterman), su romance con la duquesa Satine Kryze (con la voz de Anna Graves) y el regreso de su viejo enemigo Darth Maul.

#### Rebels(2014-2018)
En Star Wars Rebels, ambientada cinco años antes de A New Hope, Obi-Wan aparece como un holograma en el episodio piloto, "Spark of Rebellion". En el episodio de la temporada 3 "Visions and Voices", el protagonista Ezra Bridger (con la voz de Taylor Gray) descubre que Obi-Wan está vivo en Tatooine; El viejo némesis de Obi-Wan, Darth Maul, también lo encuentra. En el episodio " Soles gemelos", Obi-Wan encuentra a Ezra mientras está perdido en el desierto y le hace saber que Maul tenía la intención de usarlo. En ese momento, Maul los ataca, y Obi-Wan ordena a Ezra que se retire. Obi-Wan hiere mortalmente a Maul durante un duelo final con sables de luz; con su último aliento, Maul le pregunta a Obi-Wan si está protegiendo al "Elegido", y Obi-Wan responde que sí. Después de la muerte de Maul, se ve a Obi-Wan vigilando a Luke Skywalker desde la distancia. 
En Rebels, Obi-Wan fue expresado por Stephen Stanton, quien reemplazó a James Arnold Taylor. El creador de Rebels, Dave Filoni, quien trabajó con el personaje durante toda la duración de Star Wars: The Clone Wars, dijo que consideró pedirle a McGregor que repitiera y expresara el papel.Sin embargo, se utilizó una grabación de voz del difunto Alec Guinness como Obi-Wan Kenobi en un episodio de 2018. 

#### The Bad Batch(2021)
Obi-Wan aparece en un cameo sin hablar en el episodio de estreno de Star Wars: The Bad Batch, Aftermath. Se le muestra en el prologó rescatando a Palpatine con Anakin.

#### Tales of the Jedi
Obi-Wan aparece en el episodio Practice make Perfect de Tales of the Jedi. Se le muestra asistiendo al entrenamiento de Ahsoka en el Templo Jedi.

### Novelas y cómics
Obi-Wan Kenobi aparece brevemente en la novela Dark Disciple (2015), basada en episodios inacabados de The Clone Wars. Desarrolla la amistad entre él y Quinlan Vos. 
En la novelización de The Last Jedi (2017) escrita por Jason Fry, Luke escucha la voz de Obi-Wan cuando se convierte en uno con la Fuerza, diciéndole que "se suelte". 
La miniserie de cinco números de Marvel Comics Obi-Wan y Anakin se centra en los personajes principales entre The Phantom Menace y Attack of the Clones. En la serie de cómics de Star Wars de 2015, Luke Skywalker va a la casa abandonada de Obi-Wan en Tatooine y encuentra su diario, en el que se cuentan historias del pasado de Obi-Wan.
Obi-Wan aparece como un personaje principal en la novela Master and Apprentice (2019) de Claudia Gray, ambientada antes de los eventos de The Phantom Menace. El libro detalla su relación con su Maestro Jedi, Qui-Gon Jinn.También es un personaje principal en la novela Brotherhood (2022) de Mike Chen, ambientada al comienzo de las Guerras Clon. Obi-Wan aparece como el protagonista de la novela Star Wars Padawan (2022) de Kiersten White, en la que se exploran los primeros años del personaje como aprendiz. 

## Poderes y habilidades

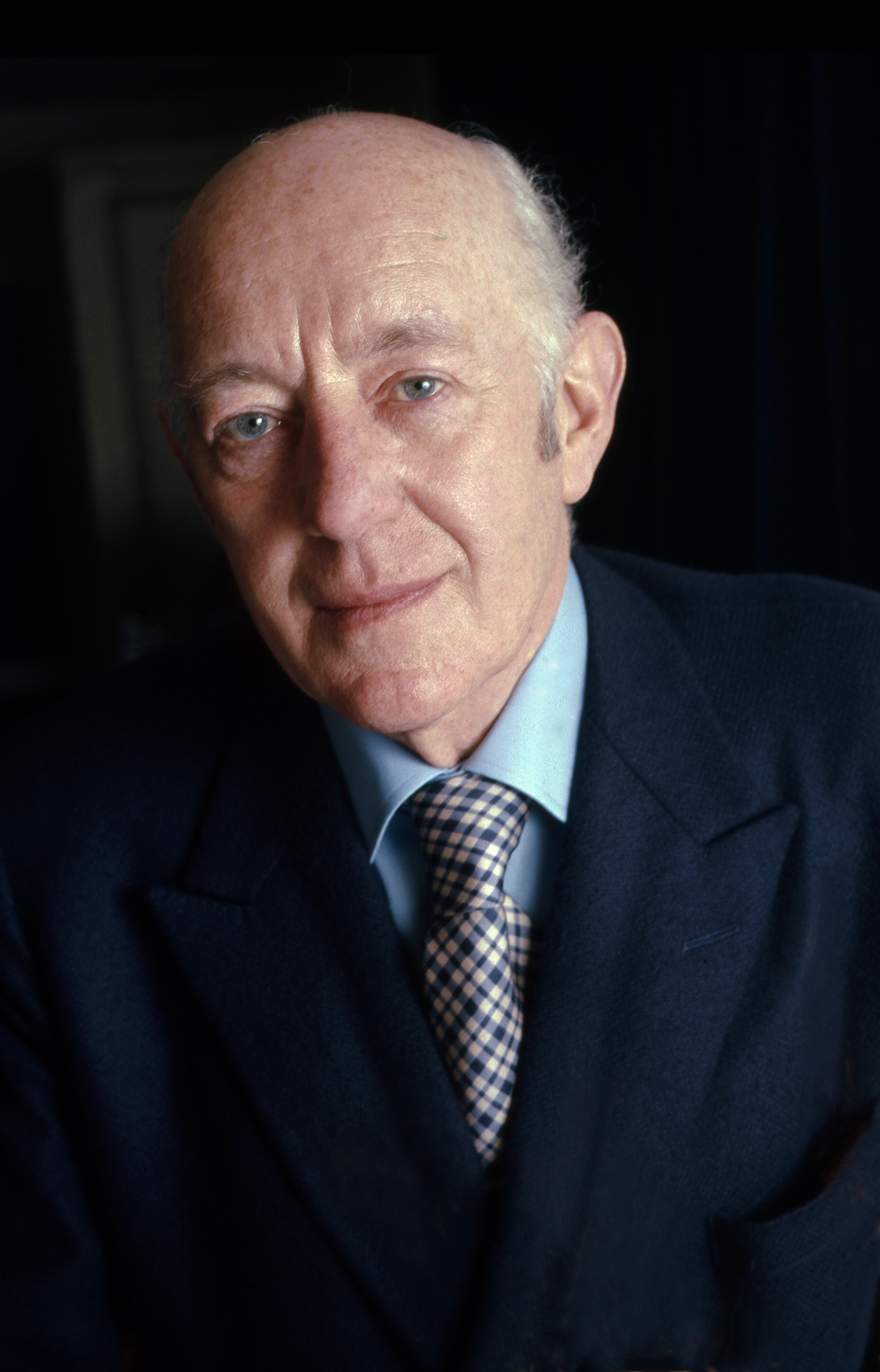
Sir Alec Guinness interpretó a Obi Wan en los episodios IV, V y VI de la saga de Star Wars

“Obi-Wan es un gran mentor; tan sabio como el Maestro Yoda, y tan poderoso como el Maestro Windu”.
Con estas palabras Anakin Skywalker describe al que fue su maestro Jedi durante “El Ataque de los Clones”.
Obi-Wan es uno de los Jedi más hábiles y poderosos, que logró alcanzar su nivel por mérito propio. Como reconocimiento de su mérito, le fue concedido un lugar en el Consejo Jedi de Coruscant. Al igual que otros Jedi, Obi-Wan posee un conocimiento sobre la Fuerza que le otorga habilidades telepáticas, el uso de trucos mentales Jedi, clarividencia, telequinesis y la posibilidad de efectuar grandes saltos, estos últimos a veces como parte de las distintas técnicas de combate con sable de luz que él ha aprendido.
Tanto dentro del Universo Canon de Star Wars como en el Universo Expandido, Obi-Wan ha derrotado a una larga lista de enemigos, que van desde droides de la Federación de Comercio, gánsteres y cazarrecompensas, hasta enemigos más poderosos como Darth Maul, el General Grievous y al joven Darth Vader, entre otros.
Además, aprendió durante su exilio en Tatooine, el método para hacerse uno con la Fuerza y alcanzar la inmortalidad.

### Actores que interpretaron a Obi Wan en el cine y la televisión

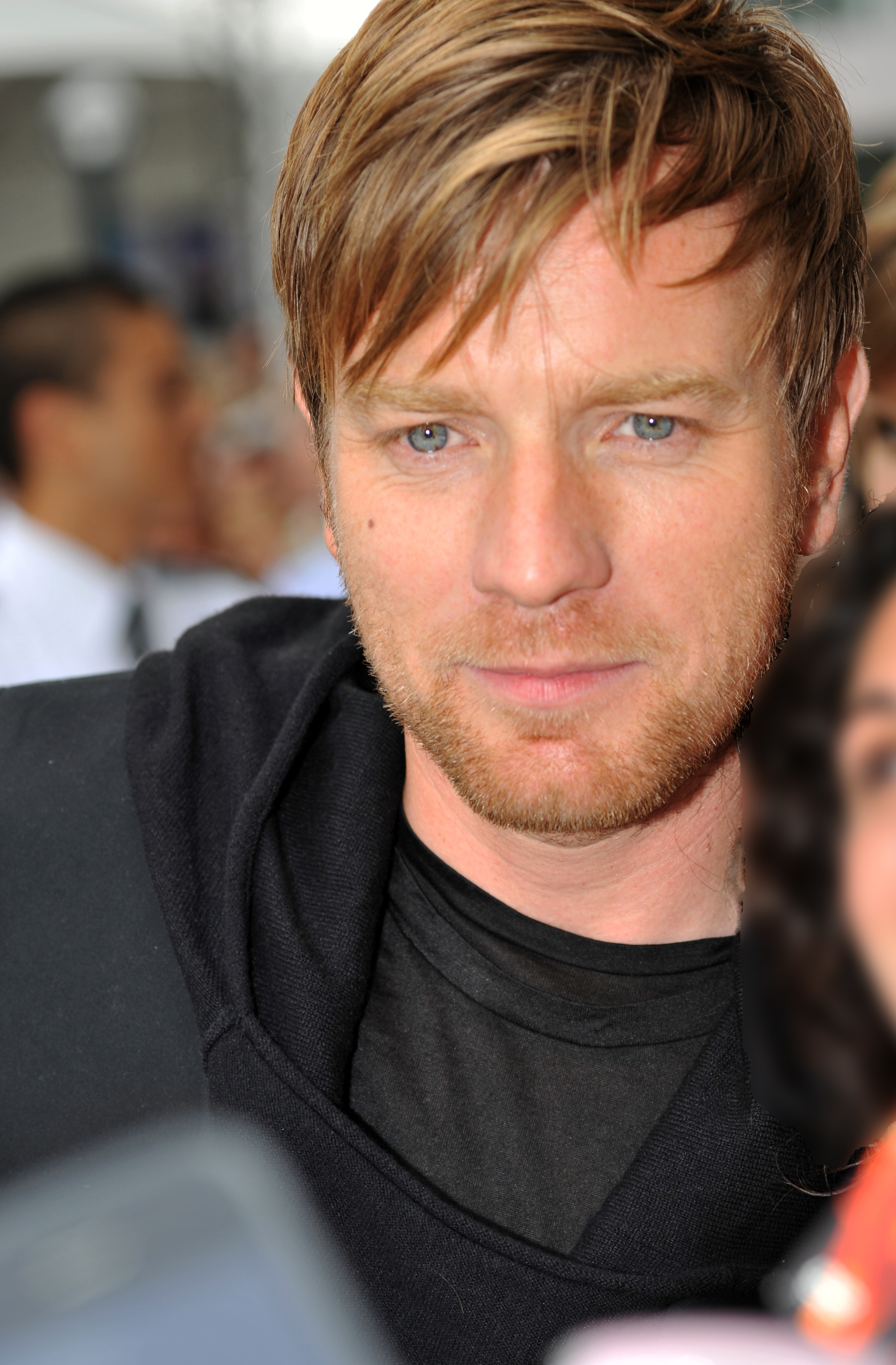
El actor escocés Ewan McGregor interpretó a Obi Wan en los Episodios I, II y III de la saga.

En la trilogía original de Star Wars (Episodios IV, V y VI) Obi Wan fue interpretado por el actor británico sir Alec Guinness. Más tarde en las precuelas (Episodios I, II y III) el papel estuvo a cargo del actor escocés Ewan McGregor. Otros actores que pusieron la voz para el personaje en series y películas animadas son Seth Green (Robot Chicken - Star Wars), James Arnold Taylor (Star Wars Rebels y Star Wars: The Clone Wars) y Samuel Vincent (Lego Star Wars, Yoda chronicles).

### Obi-Wan en otros medios
El personaje de Obi-Wan es mencionado junto al de otros personajes de Star Wars a lo largo de las distintas temporadas de la serie animada Los Simpsons. En el capítulo "Mayored to the Mod" conocido en los países de habla hispana como "Encuentro con la mafia", Mark Hamill asiste a una convención de fanes ataviado como Luke. Posteriormente se desata un gran revuelo entre la gente, cuando Hamill anuncia que va a representar una parte de una escena de Star Wars y pide un voluntario para el papel de Obi-Wan Kenobi.
Obi-Wan es el personaje principal del videojuego homónimo para Xbox Es también uno de los personajes jugables de los títulos de videojuegos para PS1 "Star Wars: Jedi Power Battles" y "Star Wars Episode I", apareciendo también como un personaje secundario no jugable, en otros títulos como Star Wars de Super Nintendo.

## Obi Wan spin-off

### Película
Durante mucho tiempo se especuló con la posibilidad de que el personaje de Obi-Wan podría llegar a tener su propia película o incluso una trilogía spin-off. Esta especulación habría surgido a partir de la enorme popularidad que lograría el personaje, luego de las precuelas creadas por George Lucas conjuntamente con la serie Clone Wars donde Obi-Wan Kenobi es una figura destacada.
Hacia enero de 2018 no había aún una confirmación oficial de que dicha película fuese a realizarse, aunque surgieron más especulaciones y cierta polémica a partir de un video montado con escenas de Ewan McGregor en la película "Last Days in the Desert".
Rumores aún más recientes indicarían que la película sobre Obi-Wan podría entrar en etapa de desarrollo a partir del segundo semestre de 2019. Ni Disney ni Lucasfilm han confirmado esta noticia oficialmente, pero el portal estadounidense Movieweb, la película permanecería en preproducción mientras el rodaje de Star Wars: Episodio 9 se esté llevando a cabo en esa temporada del año. De esta forma, las grabaciones del Spin Off de Obi-Wan Kenobi darían comienzo en el segundo semestre de 2019. Muchos fanes de la saga esperan que Ewan McGregor, actor que encarnó a Obi-Wan en las precuelas y también realizara un corto cameo con su voz en Star Wars Episodio VII, sea el actor elegido para encarnar nuevamente al personaje, aunque el mismo McGregor declarase que aún no está al tanto del proyecto. También se especula con que el actor Liam Neeson, quien manifestó que le gustaría volver a encarnar el papel del maestro Jedi Qui-Gon Jinn, podría coprotagonizar el Spin Off, aunque al igual que en el caso de McGregor, hasta junio de 2018 no ha tenido una confirmación oficial por parte de Lucasfilm.

### Serie
Finalmente, en 2020, tras el inmenso éxito de la serie The Mandalorian, Disney confirmó que estaban desarrollando una serie de televisión sobre el personaje de Obi-Wan. Esta serie sería protagonizada por McGregor y se lanzará en Disney +. presumiblemente el 25 de mayo de 2022. La serie contará con seis episodios de una hora de duración cada uno y estará ambientada 10 años después de los acontecimientos narrados en el Episodio III. El rodajé empezó oficialmente en abril de 2021, finalizando así el 21 de septiembre del mismo año.

## Importancia dentro del universo Star Wars (canon)
Obi-Wan es un personaje que moldeó la historia de Star Wars siendo partícipe de la mayoría de sucesos transversales que formaron la galaxia incluso después de su muerte. Kenobi fue el primer Caballero jedi en vencer a un Sith en un milenio cuando partió a la mitad a Maul, además tomar el entrenamiento del elegido de la fuerza, a quien le instruyo en las arte Jedi y lograría una relación de hermandad. Obi-Wan descubriría el ejército clon que sería el ejército de la República para la llamada guerras clones. Fue una figura transversal de la guerra clones, tanto que el mismo fue quien le dio fin a la guerra cuando junto a Anakin Skywalker logró acabar con Dooku y finalizándola en su totalidad cuando asesina a Greveous. Kenobi también sería de los pocos Jedi en sobrevivir a la orden 66, refugiándose junto a Yoda y separándose para enfrentar individualmente a los dos monarcas del imperio, Obi-Wan enfrentaría a Darth Vader y obtendría la victoria, mientras que Yoda no lograría vencer a Sidius, haciendo que ambos deban de exiliarse para poder entrenar a un futuro Jedi que logrará vencer al emperador. Obi-Wan instruiría a Luke Skywalker quien finalmente redimiría a Anakin acabando con Sidius y ambas estrellas de la muerte.

## Línea de sucesión de maestros
|              |              |              |              |              |              |                  |  |  |  |                |                |                |                |                |                |                           |                           |                           |                           |                           |                           |  |  |  |  |  |  | Maestro Yoda |              |              |              |              |              |  |  |               |               |               |               |               |               |                |                |                |                |                |                |  |  |  |  |  |  |                                 |                                 |                                 |                                 |                                 |                                 |  |  |  |  |  |  |  |  |  |  |  |  |  |  |  |  |
|              |              |              |              |              |              |                  |  |  |  |                |                |                |                |                |                |                           |                           |                           |                           |                           |                           |  |  |  |  |  |  |              |              |              |              |              |              |  |  |               |               |               |               |               |               |                |                |                |                |                |                |  |  |  |  |  |  |                                 |                                 |                                 |                                 |                                 |                                 |  |  |  |  |  |  |  |  |  |  |  |  |  |  |  |  |
|              |              |              |              |              |              |                  |  |  |  |                |                |                |                |                |                |                           |                           |                           |                           |                           |                           |  |  |  |  |  |  | Conde Dooku  |              |              |              |              |              |  |  |               |               |               |               |               |               |                |                |                |                |                |                |  |  |  |  |  |  |                                 |                                 |                                 |                                 |                                 |                                 |  |  |  |  |  |  |  |  |  |  |  |  |  |  |  |  |
|              |              |              |              |              |              |                  |  |  |  |                |                |                |                |                |                |                           |                           |                           |                           |                           |                           |  |  |  |  |  |  |              |              |              |              |              |              |  |  |               |               |               |               |               |               |                |                |                |                |                |                |  |  |  |  |  |  |                                 |                                 |                                 |                                 |                                 |                                 |  |  |  |  |  |  |  |  |  |  |  |  |  |  |  |  |
|              |              |              |              |              |              |                  |  |  |  |                |                |                |                |                |                | Alumno de Dooku como Jedi | Alumno de Dooku como Jedi | Alumno de Dooku como Jedi | Alumno de Dooku como Jedi | Alumno de Dooku como Jedi | Alumno de Dooku como Jedi |  |  |  |  |  |  |              |              |              |              |              |              |  |  |               |               |               |               |               |               |                |                |                |                |                |                |  |  |  |  |  |  | Alumnos de Dooku como Lord Sith | Alumnos de Dooku como Lord Sith | Alumnos de Dooku como Lord Sith | Alumnos de Dooku como Lord Sith | Alumnos de Dooku como Lord Sith | Alumnos de Dooku como Lord Sith |  |  |  |  |  |  |  |  |  |  |  |  |  |  |  |  |
|              |              |              |              |              |              |                  |  |  |  |                |                |                |                |                |                | Alumno de Dooku como Jedi | Alumno de Dooku como Jedi | Alumno de Dooku como Jedi | Alumno de Dooku como Jedi | Alumno de Dooku como Jedi | Alumno de Dooku como Jedi |  |  |  |  |  |  | Qui-Gon Jinn | Qui-Gon Jinn | Qui-Gon Jinn | Qui-Gon Jinn | Qui-Gon Jinn | Qui-Gon Jinn |  |  |               |               |               |               |               |               | Asajj Ventress | Asajj Ventress | Asajj Ventress | Asajj Ventress | Asajj Ventress | Asajj Ventress |  |  |  |  |  |  | Alumnos de Dooku como Lord Sith | Alumnos de Dooku como Lord Sith | Alumnos de Dooku como Lord Sith | Alumnos de Dooku como Lord Sith | Alumnos de Dooku como Lord Sith | Alumnos de Dooku como Lord Sith |  |  |  |  |  |  |  |  |  |  |  |  |  |  |  |  |
|              |              |              |              |              |              |                  |  |  |  |                |                |                |                |                |                |                           |                           |                           |                           |                           |                           |  |  |  |  |  |  | Qui-Gon Jinn | Qui-Gon Jinn | Qui-Gon Jinn | Qui-Gon Jinn | Qui-Gon Jinn | Qui-Gon Jinn |  |  |               |               |               |               |               |               | Asajj Ventress | Asajj Ventress | Asajj Ventress | Asajj Ventress | Asajj Ventress | Asajj Ventress |  |  |  |  |  |  |                                 |                                 |                                 |                                 |                                 |                                 |  |  |  |  |  |  |  |  |  |  |  |  |  |  |  |  |
|              |              |              |              |              |              |                  |  |  |  |                |                |                |                |                |                |                           |                           |                           |                           |                           |                           |  |  |  |  |  |  |              |              |              |              |              |              |  |  |               |               |               |               |               |               |                |                |                |                |                |                |  |  |  |  |  |  |                                 |                                 |                                 |                                 |                                 |                                 |  |  |  |  |  |  |  |  |  |  |  |  |  |  |  |  |
|              |              |              |              |              |              |                  |  |  |  |                |                |                |                |                |                | Obi-Wan Kenobi            | Obi-Wan Kenobi            | Obi-Wan Kenobi            | Obi-Wan Kenobi            | Obi-Wan Kenobi            | Obi-Wan Kenobi            |  |  |  |  |  |  |              |              |              |              |              |              |  |  | Savage Opress | Savage Opress | Savage Opress | Savage Opress | Savage Opress | Savage Opress |                |                |                |                |                |                |  |  |  |  |  |  |                                 |                                 |                                 |                                 |                                 |                                 |  |  |  |  |  |  |  |  |  |  |  |  |  |  |  |  |
|              |              |              |              |              |              |                  |  |  |  |                |                |                |                |                |                | Obi-Wan Kenobi            | Obi-Wan Kenobi            | Obi-Wan Kenobi            | Obi-Wan Kenobi            | Obi-Wan Kenobi            | Obi-Wan Kenobi            |  |  |  |  |  |  |              |              |              |              |              |              |  |  | Savage Opress | Savage Opress | Savage Opress | Savage Opress | Savage Opress | Savage Opress |                |                |                |                |                |                |  |  |  |  |  |  |                                 |                                 |                                 |                                 |                                 |                                 |  |  |  |  |  |  |  |  |  |  |  |  |  |  |  |  |
|              |              |              |              |              |              | Anakin Skywalker |  |  |  |                |                |                |                |                |                |                           |                           |                           |                           |                           |                           |  |  |  |  |  |  |              |              |              |              |              |              |  |  |               |               |               |               |               |               |                |                |                |                |                |                |  |  |  |  |  |  |                                 |                                 |                                 |                                 |                                 |                                 |  |  |  |  |  |  |  |  |  |  |  |  |  |  |  |  |
|              |              |              |              |              |              |                  |  |  |  |                |                |                |                |                |                |                           |                           |                           |                           |                           |                           |  |  |  |  |  |  |              |              |              |              |              |              |  |  |               |               |               |               |               |               |                |                |                |                |                |                |  |  |  |  |  |  |                                 |                                 |                                 |                                 |                                 |                                 |  |  |  |  |  |  |  |  |  |  |  |  |  |  |  |  |
|              |              |              |              | Como Jedi    |              |                  |  |  |  |                |                |                |                |                |                |                           |                           |                           |                           |                           |                           |  |  |  |  |  |  |              |              |              |              |              |              |  |  |               |               |               |               |               |               |                |                |                |                |                |                |  |  |  |  |  |  |                                 |                                 |                                 |                                 |                                 |                                 |  |  |  |  |  |  |  |  |  |  |  |  |  |  |  |  |
| Ahsoka Tano  |              |              |              |              |              |                  |  |  |  |                |                |                |                |                |                |                           |                           |                           |                           |                           |                           |  |  |  |  |  |  |              |              |              |              |              |              |  |  |               |               |               |               |               |               |                |                |                |                |                |                |  |  |  |  |  |  |                                 |                                 |                                 |                                 |                                 |                                 |  |  |  |  |  |  |  |  |  |  |  |  |  |  |  |  |
|              |              |              |              |              |              |                  |  |  |  |                |                |                |                |                |                |                           |                           |                           |                           |                           |                           |  |  |  |  |  |  |              |              |              |              |              |              |  |  |               |               |               |               |               |               |                |                |                |                |                |                |  |  |  |  |  |  |                                 |                                 |                                 |                                 |                                 |                                 |  |  |  |  |  |  |  |  |  |  |  |  |  |  |  |  |
|              |              |              |              | Como Vader   |              |                  |  |  |  |                |                |                |                |                |                |                           |                           |                           |                           |                           |                           |  |  |  |  |  |  |              |              |              |              |              |              |  |  |               |               |               |               |               |               |                |                |                |                |                |                |  |  |  |  |  |  |                                 |                                 |                                 |                                 |                                 |                                 |  |  |  |  |  |  |  |  |  |  |  |  |  |  |  |  |
| Inquisidores | Inquisidores | Inquisidores | Inquisidores | Inquisidores | Inquisidores |                  |  |  |  | Luke Skywalker | Luke Skywalker | Luke Skywalker | Luke Skywalker | Luke Skywalker | Luke Skywalker |                           |                           |                           |                           |                           |                           |  |  |  |  |  |  |              |              |              |              |              |              |  |  |               |               |               |               |               |               |                |                |                |                |                |                |  |  |  |  |  |  |                                 |                                 |                                 |                                 |                                 |                                 |  |  |  |  |  |  |  |  |  |  |  |  |  |  |  |  |
| Inquisidores | Inquisidores | Inquisidores | Inquisidores | Inquisidores | Inquisidores |                  |  |  |  | Luke Skywalker | Luke Skywalker | Luke Skywalker | Luke Skywalker | Luke Skywalker | Luke Skywalker |                           |                           |                           |                           |                           |                           |  |  |  |  |  |  |              |              |              |              |              |              |  |  |               |               |               |               |               |               |                |                |                |                |                |                |  |  |  |  |  |  |                                 |                                 |                                 |                                 |                                 |                                 |  |  |  |  |  |  |  |  |  |  |  |  |  |  |  |  |
|              |              |              |              |              |              |                  |  |  |  |                |                |                |                |                |                |                           |                           |                           |                           |                           |                           |  |  |  |  |  |  |              |              |              |              |              |              |  |  |               |               |               |               |               |               |                |                |                |                |                |                |  |  |  |  |  |  |                                 |                                 |                                 |                                 |                                 |                                 |  |  |  |  |  |  |  |  |  |  |  |  |  |  |  |  |
|              |              |              |              |              |              |                  |  |  |  |                |                |                |                | Leia Organa    |                |                           |                           |                           |                           |                           |                           |  |  |  |  |  |  |              |              |              |              |              |              |  |  |               |               |               |               |               |               |                |                |                |                |                |                |  |  |  |  |  |  |                                 |                                 |                                 |                                 |                                 |                                 |  |  |  |  |  |  |  |  |  |  |  |  |  |  |  |  |
|              |              |              |              |              |              |                  |  |  |  |                |                |                |                |                |                |                           |                           |                           |                           |                           |                           |  |  |  |  |  |  |              |              |              |              |              |              |  |  |               |               |               |               |               |               |                |                |                |                |                |                |  |  |  |  |  |  |                                 |                                 |                                 |                                 |                                 |                                 |  |  |  |  |  |  |  |  |  |  |  |  |  |  |  |  |
|              |              |              |              |              |              |                  |  |  |  |                |                |                |                | Grogu          |                |                           |                           |                           |                           |                           |                           |  |  |  |  |  |  |              |              |              |              |              |              |  |  |               |               |               |               |               |               |                |                |                |                |                |                |  |  |  |  |  |  |                                 |                                 |                                 |                                 |                                 |                                 |  |  |  |  |  |  |  |  |  |  |  |  |  |  |  |  |
|              |              |              |              |              |              |                  |  |  |  |                |                |                |                |                |                |                           |                           |                           |                           |                           |                           |  |  |  |  |  |  |              |              |              |              |              |              |  |  |               |               |               |               |               |               |                |                |                |                |                |                |  |  |  |  |  |  |                                 |                                 |                                 |                                 |                                 |                                 |  |  |  |  |  |  |  |  |  |  |  |  |  |  |  |  |
|              |              |              |              |              |              |                  |  |  |  |                |                |                |                | Rey            |                |                           |                           |                           |                           |                           |                           |  |  |  |  |  |  |              |              |              |              |              |              |  |  |               |               |               |               |               |               |                |                |                |                |                |                |  |  |  |  |  |  |                                 |                                 |                                 |                                 |                                 |                                 |  |  |  |  |  |  |  |  |  |  |  |  |  |  |  |  |
|              |              |              |              |              |              |                  |  |  |  |                |                |                |                |                |                |                           |                           |                           |                           |                           |                           |  |  |  |  |  |  |              |              |              |              |              |              |  |  |               |               |               |               |               |               |                |                |                |                |                |                |  |  |  |  |  |  |                                 |                                 |                                 |                                 |                                 |                                 |  |  |  |  |  |  |  |  |  |  |  |  |  |  |  |  |
|              |              |              |              |              |              |                  |  |  |  |                |                |                |                | Kylo Ren       |                |                           |                           |                           |                           |                           |                           |  |  |  |  |  |  |              |              |              |              |              |              |  |  |               |               |               |               |               |               |                |                |                |                |                |                |  |  |  |  |  |  |                                 |                                 |                                 |                                 |                                 |                                 |  |  |  |  |  |  |  |  |  |  |  |  |  |  |  |  |

|              |              |              |              |              |              |                  |  |  |  |                |                |                |                |                |                |                           |                           |                           |                           |                           |                           |  |  |  |  |  |  | Maestro Yoda |              |              |              |              |              |  |  |                |                |                |                |                |                |                |                |                |                |                |                |  |  |  |  |  |  |                                 |                                 |                                 |                                 |                                 |                                 |  |  |  |  |  |  |  |  |  |  |  |  |  |  |  |  |
|              |              |              |              |              |              |                  |  |  |  |                |                |                |                |                |                |                           |                           |                           |                           |                           |                           |  |  |  |  |  |  |              |              |              |              |              |              |  |  |                |                |                |                |                |                |                |                |                |                |                |                |  |  |  |  |  |  |                                 |                                 |                                 |                                 |                                 |                                 |  |  |  |  |  |  |  |  |  |  |  |  |  |  |  |  |
|              |              |              |              |              |              |                  |  |  |  |                |                |                |                |                |                |                           |                           |                           |                           |                           |                           |  |  |  |  |  |  | Conde Dooku  |              |              |              |              |              |  |  |                |                |                |                |                |                |                |                |                |                |                |                |  |  |  |  |  |  |                                 |                                 |                                 |                                 |                                 |                                 |  |  |  |  |  |  |  |  |  |  |  |  |  |  |  |  |
|              |              |              |              |              |              |                  |  |  |  |                |                |                |                |                |                |                           |                           |                           |                           |                           |                           |  |  |  |  |  |  |              |              |              |              |              |              |  |  |                |                |                |                |                |                |                |                |                |                |                |                |  |  |  |  |  |  |                                 |                                 |                                 |                                 |                                 |                                 |  |  |  |  |  |  |  |  |  |  |  |  |  |  |  |  |
|              |              |              |              |              |              |                  |  |  |  |                |                |                |                |                |                | Alumno de Dooku como Jedi | Alumno de Dooku como Jedi | Alumno de Dooku como Jedi | Alumno de Dooku como Jedi | Alumno de Dooku como Jedi | Alumno de Dooku como Jedi |  |  |  |  |  |  |              |              |              |              |              |              |  |  |                |                |                |                |                |                |                |                |                |                |                |                |  |  |  |  |  |  | Alumnos de Dooku como Lord Sith | Alumnos de Dooku como Lord Sith | Alumnos de Dooku como Lord Sith | Alumnos de Dooku como Lord Sith | Alumnos de Dooku como Lord Sith | Alumnos de Dooku como Lord Sith |  |  |  |  |  |  |  |  |  |  |  |  |  |  |  |  |
|              |              |              |              |              |              |                  |  |  |  |                |                |                |                |                |                | Alumno de Dooku como Jedi | Alumno de Dooku como Jedi | Alumno de Dooku como Jedi | Alumno de Dooku como Jedi | Alumno de Dooku como Jedi | Alumno de Dooku como Jedi |  |  |  |  |  |  | Qui-Gon Jinn | Qui-Gon Jinn | Qui-Gon Jinn | Qui-Gon Jinn | Qui-Gon Jinn | Qui-Gon Jinn |  |  |                |                |                |                |                |                | Asajj Ventress | Asajj Ventress | Asajj Ventress | Asajj Ventress | Asajj Ventress | Asajj Ventress |  |  |  |  |  |  | Alumnos de Dooku como Lord Sith | Alumnos de Dooku como Lord Sith | Alumnos de Dooku como Lord Sith | Alumnos de Dooku como Lord Sith | Alumnos de Dooku como Lord Sith | Alumnos de Dooku como Lord Sith |  |  |  |  |  |  |  |  |  |  |  |  |  |  |  |  |
|              |              |              |              |              |              |                  |  |  |  |                |                |                |                |                |                |                           |                           |                           |                           |                           |                           |  |  |  |  |  |  | Qui-Gon Jinn | Qui-Gon Jinn | Qui-Gon Jinn | Qui-Gon Jinn | Qui-Gon Jinn | Qui-Gon Jinn |  |  |                |                |                |                |                |                | Asajj Ventress | Asajj Ventress | Asajj Ventress | Asajj Ventress | Asajj Ventress | Asajj Ventress |  |  |  |  |  |  |                                 |                                 |                                 |                                 |                                 |                                 |  |  |  |  |  |  |  |  |  |  |  |  |  |  |  |  |
|              |              |              |              |              |              |                  |  |  |  |                |                |                |                |                |                |                           |                           |                           |                           |                           |                           |  |  |  |  |  |  |              |              |              |              |              |              |  |  |                |                |                |                |                |                |                |                |                |                |                |                |  |  |  |  |  |  |                                 |                                 |                                 |                                 |                                 |                                 |  |  |  |  |  |  |  |  |  |  |  |  |  |  |  |  |
|              |              |              |              |              |              |                  |  |  |  |                |                |                |                |                |                | Obi-Wan Kenobi            | Obi-Wan Kenobi            | Obi-Wan Kenobi            | Obi-Wan Kenobi            | Obi-Wan Kenobi            | Obi-Wan Kenobi            |  |  |  |  |  |  |              |              |              |              |              |              |  |  | Sev'rance Tann | Sev'rance Tann | Sev'rance Tann | Sev'rance Tann | Sev'rance Tann | Sev'rance Tann |                |                |                |                |                |                |  |  |  |  |  |  |                                 |                                 |                                 |                                 |                                 |                                 |  |  |  |  |  |  |  |  |  |  |  |  |  |  |  |  |
|              |              |              |              |              |              |                  |  |  |  |                |                |                |                |                |                | Obi-Wan Kenobi            | Obi-Wan Kenobi            | Obi-Wan Kenobi            | Obi-Wan Kenobi            | Obi-Wan Kenobi            | Obi-Wan Kenobi            |  |  |  |  |  |  |              |              |              |              |              |              |  |  | Sev'rance Tann | Sev'rance Tann | Sev'rance Tann | Sev'rance Tann | Sev'rance Tann | Sev'rance Tann |                |                |                |                |                |                |  |  |  |  |  |  |                                 |                                 |                                 |                                 |                                 |                                 |  |  |  |  |  |  |  |  |  |  |  |  |  |  |  |  |
|              |              |              |              |              |              | Anakin Skywalker |  |  |  |                |                |                |                |                |                |                           |                           |                           |                           |                           |                           |  |  |  |  |  |  |              |              |              |              |              |              |  |  |                |                |                |                |                |                |                |                |                |                |                |                |  |  |  |  |  |  |                                 |                                 |                                 |                                 |                                 |                                 |  |  |  |  |  |  |  |  |  |  |  |  |  |  |  |  |
|              |              |              |              |              |              |                  |  |  |  |                |                |                |                |                |                |                           |                           |                           |                           |                           |                           |  |  |  |  |  |  |              |              |              |              |              |              |  |  |                |                |                |                |                |                |                |                |                |                |                |                |  |  |  |  |  |  |                                 |                                 |                                 |                                 |                                 |                                 |  |  |  |  |  |  |  |  |  |  |  |  |  |  |  |  |
|              |              |              |              | Como Jedi    |              |                  |  |  |  |                |                |                |                |                |                |                           |                           |                           |                           |                           |                           |  |  |  |  |  |  |              |              |              |              |              |              |  |  |                |                |                |                |                |                |                |                |                |                |                |                |  |  |  |  |  |  |                                 |                                 |                                 |                                 |                                 |                                 |  |  |  |  |  |  |  |  |  |  |  |  |  |  |  |  |
| Ahsoka Tano  |              |              |              |              |              |                  |  |  |  |                |                |                |                |                |                |                           |                           |                           |                           |                           |                           |  |  |  |  |  |  |              |              |              |              |              |              |  |  |                |                |                |                |                |                |                |                |                |                |                |                |  |  |  |  |  |  |                                 |                                 |                                 |                                 |                                 |                                 |  |  |  |  |  |  |  |  |  |  |  |  |  |  |  |  |
|              |              |              |              |              |              |                  |  |  |  |                |                |                |                |                |                |                           |                           |                           |                           |                           |                           |  |  |  |  |  |  |              |              |              |              |              |              |  |  |                |                |                |                |                |                |                |                |                |                |                |                |  |  |  |  |  |  |                                 |                                 |                                 |                                 |                                 |                                 |  |  |  |  |  |  |  |  |  |  |  |  |  |  |  |  |
|              |              |              |              | Como Vader   |              |                  |  |  |  |                |                |                |                |                |                |                           |                           |                           |                           |                           |                           |  |  |  |  |  |  |              |              |              |              |              |              |  |  |                |                |                |                |                |                |                |                |                |                |                |                |  |  |  |  |  |  |                                 |                                 |                                 |                                 |                                 |                                 |  |  |  |  |  |  |  |  |  |  |  |  |  |  |  |  |
| Inquisidores | Inquisidores | Inquisidores | Inquisidores | Inquisidores | Inquisidores |                  |  |  |  | Luke Skywalker | Luke Skywalker | Luke Skywalker | Luke Skywalker | Luke Skywalker | Luke Skywalker |                           |                           |                           |                           |                           |                           |  |  |  |  |  |  |              |              |              |              |              |              |  |  |                |                |                |                |                |                |                |                |                |                |                |                |  |  |  |  |  |  |                                 |                                 |                                 |                                 |                                 |                                 |  |  |  |  |  |  |  |  |  |  |  |  |  |  |  |  |
| Inquisidores | Inquisidores | Inquisidores | Inquisidores | Inquisidores | Inquisidores |                  |  |  |  | Luke Skywalker | Luke Skywalker | Luke Skywalker | Luke Skywalker | Luke Skywalker | Luke Skywalker |                           |                           |                           |                           |                           |                           |  |  |  |  |  |  |              |              |              |              |              |              |  |  |                |                |                |                |                |                |                |                |                |                |                |                |  |  |  |  |  |  |                                 |                                 |                                 |                                 |                                 |                                 |  |  |  |  |  |  |  |  |  |  |  |  |  |  |  |  |
|              |              |              |              |              |              |                  |  |  |  |                |                |                |                |                |                |                           |                           |                           |                           |                           |                           |  |  |  |  |  |  |              |              |              |              |              |              |  |  |                |                |                |                |                |                |                |                |                |                |                |                |  |  |  |  |  |  |                                 |                                 |                                 |                                 |                                 |                                 |  |  |  |  |  |  |  |  |  |  |  |  |  |  |  |  |
|              |              |              |              |              |              |                  |  |  |  |                |                |                |                | Leia Organa    |                |                           |                           |                           |                           |                           |                           |  |  |  |  |  |  |              |              |              |              |              |              |  |  |                |                |                |                |                |                |                |                |                |                |                |                |  |  |  |  |  |  |                                 |                                 |                                 |                                 |                                 |                                 |  |  |  |  |  |  |  |  |  |  |  |  |  |  |  |  |
|              |              |              |              |              |              |                  |  |  |  |                |                |                |                |                |                |                           |                           |                           |                           |                           |                           |  |  |  |  |  |  |              |              |              |              |              |              |  |  |                |                |                |                |                |                |                |                |                |                |                |                |  |  |  |  |  |  |                                 |                                 |                                 |                                 |                                 |                                 |  |  |  |  |  |  |  |  |  |  |  |  |  |  |  |  |
|              |              |              |              |              |              |                  |  |  |  |                |                |                |                | Anakin Solo    |                |                           |                           |                           |                           |                           |                           |  |  |  |  |  |  |              |              |              |              |              |              |  |  |                |                |                |                |                |                |                |                |                |                |                |                |  |  |  |  |  |  |                                 |                                 |                                 |                                 |                                 |                                 |  |  |  |  |  |  |  |  |  |  |  |  |  |  |  |  |

## Apariciones
| Apariciones en medios audiovisuales dentro del canon actual | Año  | Interpretado                                        |
| ----------------------------------------------------------- | ---- | --------------------------------------------------- |
| Star Wars: Episodio I - La amenaza fantasma                 | 1999 | Ewan McGregor                                       |
| Star Wars: Episodio II - El ataque de los clones            | 2002 | Ewan McGregor                                       |
| Star Wars: The Clone Wars (serie de televisión de 2008)     | 2008 | James Arnold Taylor                                 |
| Star Wars: Episodio III - La venganza de los Sith           | 2005 | Ewan McGregor                                       |
| Star Wars Jedi: Fallen Order                                | 2019 | James Arnold Taylor (solo voz)                      |
| Obi-Wan Kenobi (serie de televisión)                        | 2022 | Ewan McGregor                                       |
| Star Wars: Rebels                                           | 2014 | James Arnold Taylor (joven) Stephen Stanton (viejo) |
| Star Wars: Episode IV - A New Hope                          | 1977 | Alec Guiness                                        |
| Star Wars: Episode V - The Empire Strikes Back              | 1980 | Alec Guiness                                        |
| Star Wars: Episode VI - Return of the Jedi                  | 1983 | Alec Guiness                                        |
| Star Wars: Episodio VII - El despertar de la Fuerza         | 2015 | Ewan McGregor (solo voz)                            |
| Star Wars: Episodio IX - El ascenso de Skywalker            | 2019 | Ewan McGregor (solo voz)                            |

Fuera del canon:
| En orden cronológico                                         | Año  | Interpretado        | Aclaraciones                                                      |
| ------------------------------------------------------------ | ---- | ------------------- | ----------------------------------------------------------------- |
| Star Wars: Jedi Power Battles                                | 2000 | Scott Cleverdon     |                                                                   |
| Star Wars: Obi-Wan                                           | 2002 | Lewis Macleod       |                                                                   |
| Star Wars: Clone Wars (serie de televisión de 2003)          | 2003 | James Arnold Taylor |                                                                   |
| Star Wars Episodio III: La Venganza de los Sith (videojuego) | 2005 | Ewan McGregor       | Especialmente por el final donde Obi-Wan pierde ante Darth Vader. |
| Lego Star Wars: The Video Game                               | 2005 | Nadie               | Estos juegos LEGO no presentan doblaje                            |
| Lego Star Wars II: The Original Trilogy                      | 2006 | Nadie               | Estos juegos LEGO no presentan doblaje                            |
| Star Wars: The Force Unleashed                               | 2008 | Nick Jameson        | Solo aparece en el DLC                                            |